# Benzilpenicilina
Benzilpenicilina ou Penicilina G é um tipo de penicilina que é dada intravenosamente ou intramuscularmente especialmente em casos de infecção por bactéria Gram-positiva, mas também em casos de algumas bactérias gram-negativas como Neisserias. 
A Penicilina G é utilizada via parenteral devido à sua instabilidade no ácido clorídrico do estômago. Como é administrada via parenteral, altas concentrações tissulares de penicilina G podem ser obtidas mais rapidamente do que com a fenoximetilpenicilina. Estas concentrações mais altas se traduzem em aumento da atividade antibacteriana. Segundo a OMS, é um dos medicamentos mais importantes no sistema de saúde básico.

## Indicações
Indicações específicas da Penicilina G incluem 
- Artrite séptica
- Difteria
- Endocardite bacteriana
- Gonorreia
- Meningite bacteriana
- Pneumonia bacteriana adquirida na comunidade
- Sífilis
- Septicemia em crianças
- Celulite (infecção)